# День победившей страны
«Де́нь победи́вшей страны́» —  советский документальный фильм 1947 года, режиссёров Ильи Копалина и Ирины Сеткиной. После документальных картин «День нового мира» (1940) и «День войны» (1942) является заключительным фильмом трилогии. Был оцифрован Росархивом вместе с 210 фильмами времен Великой Отечественной войны.

## Сюжет
В фильме описывается один трудовой день жизни СССР — 14 августа 1947 года. В разных частях Советского Союза 48 операторов снимали различные аспекты трудовой жизни советского народа — возрождение разрушенных войной городов, восстановление промышленности, строительство, сельское хозяйство, культурную жизнь, науку. Съёмки фильма проходили в течение одного дня — 14 августа 1947 года.

## Съёмочная группа
Сценарный план
- Борис Агапов

Режиссеры
- Илья Копалин
- Ирина Сеткина

Главные операторы
- Михаил Глидер
- Теодор Бунимович

Операторы
- Сергей Авлошенко
- Маматкул Арабов
- Леон Арзуманов
- Георгий Асатиани
- Моисей Беров
- Георгий Бобров
- Николай Большаков
- Николай Вихирев
- Александр Воронцов
- Иосиф Голомб
- Георгий Голубов
- Илья Гутман
- Виктор Доброницкий
- Иван Запорожский
- Николай Константинов
- Леонид Котляренко
- Кенан Кутуб-заде
- Ефим Лозовский
- Леон Мазрухо
- Юрий Монгловский
- Евгений Мухин
- Анатолий Никифоров
- Пётр Оппенгейм
- Михаил Ошурков
- Никита Петросов
- Константин Писанко
- Михаил Посельский
- Владимир Придорогин
- Михаил Прудников
- Павел Русанов
- Моисей Сегаль
- Михаил Силенко
- Семён Скраливецкий
- Иван Сокольников
- Владимир Фроленко
- Абрам Хавчин
- Рувим Халушаков
- Иван Чешев
- Константин Широнин
- Семён Школьников
- Александр Щекутьев

и другие
Композитор
- Виссарион Шебалин

Звукооператоры
- Виталий Нестеров
- Кирилл Никитин

Текст песни
- Алексей Сурков

Музоформление
- Арнольд Ройтман
- Давид Штильман

Текст читает
- Леонид Хмара

Директор картины
- Михаил Бессмертный

## Награды
За этот фильм режиссёры Илья Копалин и Ирина Сеткина-Нестерова, автор сценария Борис Агапов,  операторы Владимир Фроленко и Рувим Халушаков, руководитель цветной лаборатории «Мосфильма» Евсей Иофис были удостоены Сталинской премии первой степени.